# FCS Arena Schaffhausen

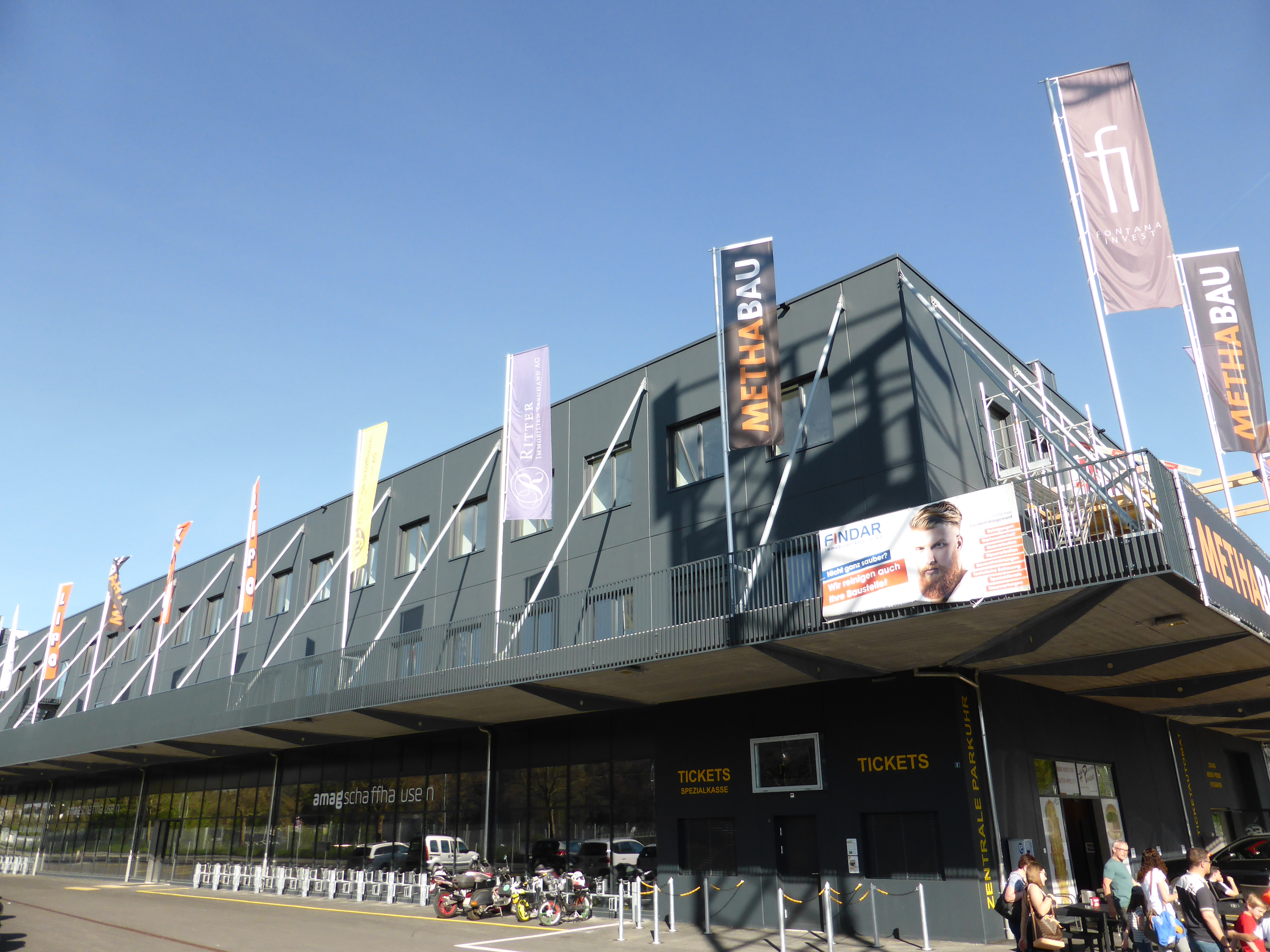
FCS Arena Schaffhausen, Aussenansicht (2017)

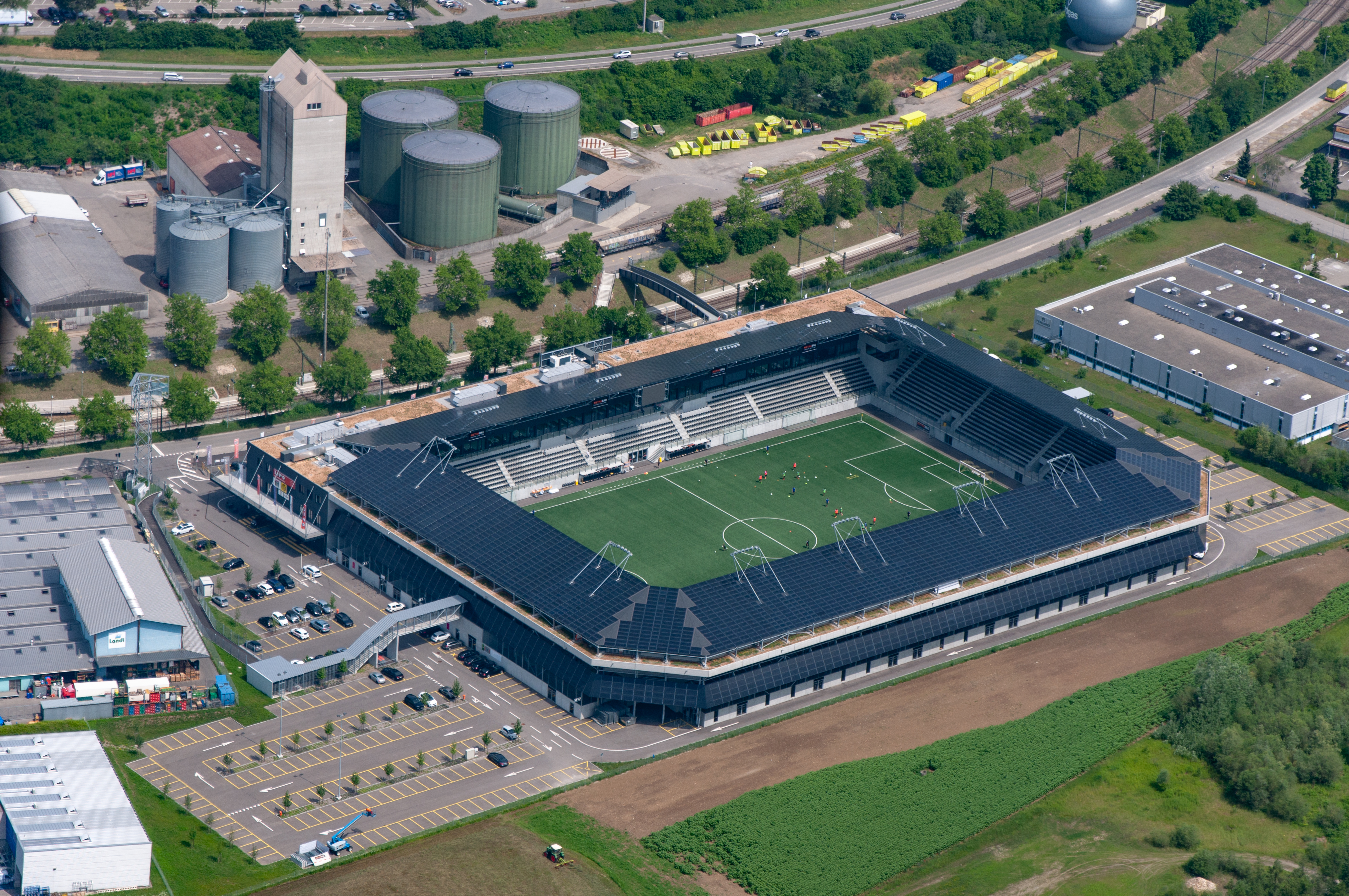
Luftaufnahme der FCS Arena Schaffhausen (2018)

Die FCS Arena Schaffhausen ist ein Fussballstadion mit Mantelnutzung im Industriegebiet Herblingen der Schweizer Stadt Schaffhausen im Kanton Schaffhausen. Sie ist Heimstätte des Fussballclubs FC Schaffhausen. Es wurde Anfang Januar 2017 eröffnet und ersetzte für den FC Schaffhausen das nahe dem Stadtzentrum gelegene Stadion Breite. Der ehemalige Namensgeber und Hauptmieter des angegliederten kleinen Einkaufszentrums ist die Schweizer Möbelhauskette LIPO Einrichtungsmärkte. Seit Ende 2021 ist das Stadion ganz in der Hand der FC Schaffhausen AG.

## Geschichte
Das Stadion wurde unter dem Namen LIPO Park im Jahr 2017 nach einer beinahe 25-jährigen Planungsgeschichte eröffnet und nach dem Hauptmieter des Gebäudekomplexes, der Schweizer Möbelhauskette LIPO, benannt.
Das 1950 eingeweihte Stadion auf der Schaffhauser «Breite» genügte bezüglich der Infrastruktur seit den 1990er Jahren nicht mehr den von der Swiss Football League geforderten Standards. Aus diesem Grund spielte der FC Schaffhausen seit 1992 mit einer provisorischen Bewilligung. Verschiedene politische Vorstösse für einen Neubau führten zu keinem konkreten Ergebnis. Deshalb ergriff der langjährige Präsident des FC Schaffhausen, Aniello Fontana, die Initiative für die Realisierung eines neuen Stadions mit Mantelnutzung. So wurde am 11. Mai 2006 mit der Georg Fischer Immobilien AG ein Kaufvertrag über 33'000 m² Land beurkundet. Erst die anschliessende Umzonung von der Industrie- in die Gewerbezone schuf die Voraussetzung, um die Projektierung eines Stadions mit Mantelnutzung in Angriff zu nehmen.
Das ursprünglich über 160 Mio. Franken teure Projekt musste mehrmals redimensioniert werden. Im März 2015 lehnte das Schaffhauser Stimmvolk einen Beitrag von zwei Millionen Franken ab. Der Bau sollte ohne öffentliche Gelder finanziert werden, wobei die Kosten sich auf gut 50 Mio. CHF belaufen sollten. Davon entfielen 16 Millionen Franken auf das Stadion und 34 Millionen Franken auf die Mantelbebauung. Nach mehr als zwei Jahren Planungszeit begannen am 28. August 2015 die Bauarbeiten mit dem Spatenstich für den LIPO Park. Schliesslich kostete der Bau rund 60 Millionen Franken.
Am 25. Februar 2017 spielte der FC Schaffhausen gegen den FC Winterthur seine erste offizielle Partie im neuen LIPO Park. Der FCS gewann vor 7'727 Zuschauern mit 2:1. Das erste Tor erzielte der Stürmer Shkelqim Demhasaj.
Im Oktober 2017 erhielt das Stadion den Schweizer Solarpreis in der Kategorie Neubauten. Die Fläche der Anlage auf dem Stadiondach ist 19 Prozent grösser als das Spielfeld. Sie erzeugt 1’290’000 kWh und deckt den Gesamtenergiebedarf zu 150 Prozent. Mit dem Energie-Überschuss könnten 300 Elektroautos jeweils rund 12'000 km weit fahren.
Im Sommer 2021 erwarb das Versicherungsunternehmen Wefox die Namensrechte, und das Stadion wurde in wefox Arena umbenannt.
Am Samstag, 14. Mai 2022, war das Stadion im Spiel gegen den FC Aarau zum ersten Mal seit der Eröffnung ausverkauft. Der FC Aarau gewann das Spiel 1:0.
Am 21. Juli 2023 erwarb der Vertriebsdienstleister Berformance Group die Sponsoringrechte für drei Jahre, und das Stadion wurde in Berformance Arena umbenannt. Im Januar 2024 trennt sich der FCS Schaffhausen von seinem Hauptsponsor.

## Lage und Verkehrsanbindung
Das Stadion befindet sich im Industriegebiet Herblingertal, direkt bei der Haltestelle Schaffhausen-Herblingen der S-Bahn Schaffhausen und der Ausfahrt Schaffhausen-Herblingen mit direkter Anbindung an das schweizerische (A4 nach Winterthur) und deutsche Autobahnnetz (E41 nach Singen). Das Stadion selbst verfügt über 300 Parkplätze. Während des Spielbetriebs stehen rund ums Stadion weitere Parkflächen zur Verfügung.

## Eckdaten
Der Bau des Stadions inkl. Mantelflächen kostete rund 60 Mio. Franken. Finanziert wurde das Projekt durch zwei voneinander unabhängige Bauherrschaften: das Stadion durch die Fontana Invest, die Fachmarkt- und Dienstleistungsflächen durch den Totalunternehmer Methabau, welcher das Projekt auch in einer Bauzeit von 18 Monaten erstellt hat. Die Parzellengrösse beträgt 33'000 m² und das Bauvolumen 81'000 m³. Die Nutzfläche beträgt 13'000 m².

## Allgemeine Informationen

### Stadion-Kapazität
Das neue Fussballstadion bietet etwas mehr als 8'200 Sitzplätze, verteilt in vier Sektoren. Es erfüllt sämtliche Anforderungen, welche die Swiss Football League an Stadien stellt, in denen Spiele der Challenge und der Super League ausgetragen werden. Zu einem späteren Zeitpunkt wird auch die UEFA-Tauglichkeit angestrebt.

### Kunstrasen
Das Stadion ist mit einem beheizbaren Kunstrasen ausgestattet, der den Anforderungen der FIFA entspricht. Durch die Heizung ist ein längerer Spielbetrieb in der Wintersaison möglich.

### Gastgeber-Mannschaften
Neben der 1. Mannschaft bestreiten auch Juniorenequipen des FC Schaffhausen Spiele in der Arena. Dazu organisierte die Frauenequipe des FC Neunkirch in der Rückrunde ihrer Meistersaison 2016/17 einzelne Spiele in diesem Stadion. Ausserdem wurden im Stadion seit 2017 fünf Länderspiele der Schweizer Fussballnationalmannschaft der Frauen durchgeführt, unter anderem die Play-off-Partie der WM 2019-Qualifikation gegen die Niederlande. Auch das U21-Nationalteam spielte in der wefox Arena. Am 25. Oktober 2023 fand das EM-Qualifikationsspiel der U19-Frauen Schweiz – Zypern (15:0) statt sowie zwei weitere Gruppenspiele ohne Schweizer Beteiligung.

### Mantelnutzung
Die Mantelnutzung besteht aus Fachmarkt- und Dienstleistungsflächen. Als Ankermieter für rund 5'500 Quadratmeter Mietfläche fungiert die LIPO Einrichtungsmärkte AG.
Im Parterre und 1. Obergeschoss befinden sich weitere Verkaufs-, Büro- und Gastronomieflächen. Entlang des gesamten Kopfbaus erstreckt sich eine Terrasse mit rund 1'000 m² Nutzfläche. Im 2. Obergeschoss befinden sich die klimatisierten Einzel-Logen.

### Events
Das Stadion ist mehrzwecktauglich und eignet sich auch für Veranstaltungen ausserhalb des Fussballbetriebes. Von der Stadt Schaffhausen sind derzeit zwölf Grossanlässe mit über 20'000 Besuchern pro Jahr bewilligt. Der im zweiten Obergeschoss liegende mehrzweckfähige «Munot-Saal» bietet mit rund 700 Quadratmetern Platz für bis zu 600 Personen. Er ist in der Stadt Schaffhausen der grösste Saal, der für geschäftliche oder private Anlässe gemietet werden kann.

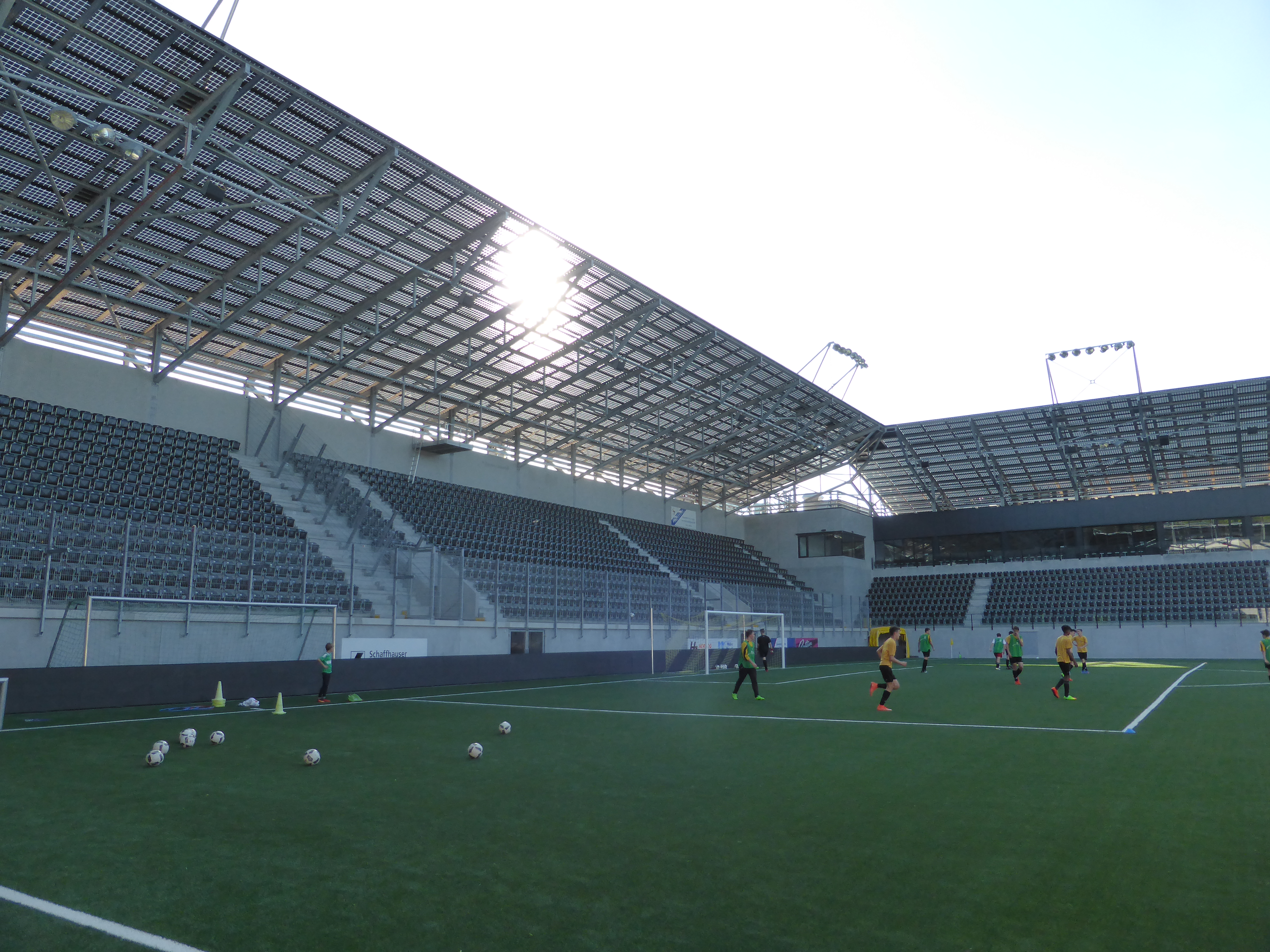
Dach mit Photovoltaikanlage (Mai 2017)

### Photovoltaikanlage
Das Stadion verfügt mit einer Fläche von 8'100 m² über die grösste In-Dach-Photovoltaikanlage der Schweiz. Ihre Leistung beträgt 1,4 MWp. Bei optimaler Sonneneinstrahlung produziert die Anlage rund das Dreifache der vom Stadion benötigten Strommenge. Der Überschuss wird ins öffentliche Stromnetz eingespeist.